# Konsistorialbezirk Ilfeld
Der Konsistorialbezirk Ilfeld ist eine historische Verwaltungseinheit der Evangelisch-lutherischen Landeskirche Hannovers.

## Geschichte

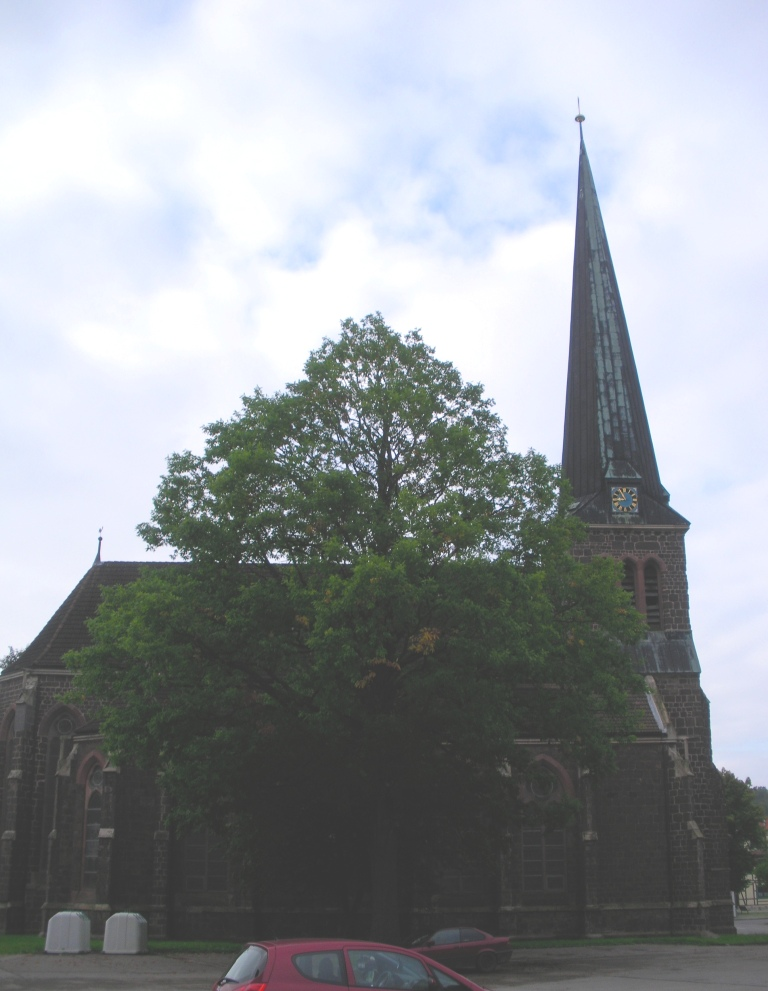
Ev. Kirche St. Georg-Marien in Ilfeld

Die Sonderstellung des Ilfelder Bezirks geht auf seine Zugehörigkeit zur Grafschaft Hohnstein zurück. Als das Hohnsteiner Grafengeschlecht 1593 ausstarb, kam es zu Streitigkeiten um die in seiner Hand vereinigten Lehngüter der Kurfürsten von Sachsen, der Bischöfe von Halberstadt und der Herzöge von Braunschweig-Grubenhagen, deren Zugehörigkeit nicht mehr eindeutig zu unterscheiden war. Durch eine Einigung zwischen den Welfen und dem Haus Brandenburg für das Stift Halberstadt fielen die Orte Bleicherode, Ellrich und Benneckenstein an Brandenburg, während die Welfen die Stammgrafschaft Hohnstein und die Hoheit über das Kloster Walkenried erhielten. Die Grafen zu Stolberg erhielten Schloss und Amt Hohnstein von Braunschweig zu Lehen, wie es ihnen als Erben der Hohnsteiner Grafen vertraglich zustand.
Durch den zwischen dem Haus Braunschweig und dem gräflichen Gesamthaus Stolberg errichteten Rezess vom 22. Juli 1639 erhielten die Grafen von Stolberg das Recht zur Präsentation und Einführung der Pastoren, zur Anordnung der Ordination, die Ehegerichtsbarkeit sowie das Recht auf Durchführung der Spezialvisitation. Die gräfliche Kanzlei ernannte zur Ausübung ihrer Rechte in Kirchensachen 1640 einen geistlichen Inspektor und begründete so die Inspektion der Grafschaft Hohnstein.
Weitere Kompetenzkonflikte mit dem Konsistorium in Hannover führten zu einem neuen Hauptrezess am 18./29. Mai 1733. Darin wurde den Grafen das Recht zuerkannt, ein gräfliches Konsistorium in Neustadt am Harz zur Wahrnehmung der gräflichen Rechte einzusetzen, das dem Konsistorium in Hannover unterstellt sein sollte. Die Grafen erkannten im Gegenzug die Lehnshoheit des hannoverschen Kurfürsten erneut an. Als geistliches Mitglied gehörte dem Konsistorium der von den Grafen ernannte erste Inspektor der Geistlichkeit an. Das gräfliche Konsistorium zog später nach Niedersachswerfen, bevor es in Ilfeld seinen Sitz nahm. Neben dem gräflichen Konsistorium und dem Inspektorat wurde 1728 als landesherrliches Aufsichtsorgan eine Superintendentur für die Grafschaft errichtet. 1755 bis 1764 und 1768 bis 1875 war die Superintendentur mit der Pfarrstelle in Ilfeld verbunden.
Mit der Bildung der hannoverschen Landeskirche 1866 veränderten sich die Rechtsverhältnisse erneut. Die vereinigte Landeskirche trat in die Rechte des bisherigen Konsistoriums in Hannover ein. Durch einen Vertrag zwischen der Kirchenregierung in Hannover und den Grafen Stolberg-Stolberg und Stolberg-Wernigerode wurden 1872 die Rechte des Konsistoriums in Ilfeld bestätigt. Es erhielt außerdem die Rechte, die sonst den Kirchenkommissarien (Amtshauptmänner, später Landräte) zustanden. Entsprechend wurde die Besetzung des Konsistoriums dahingehend geändert, dass der Amtshauptmann Vorsitzender wurde und der regierende Graf die beiden Beisitzer ernannte, von denen einer Pastor des Aufsichtsbezirks sein musste. Zugleich wurde der Bezirk um die Kirchengemeinde Rothesütte (bisher dem Wernigerodeschen Forstamt Sophienhütte unterstehend) und den Stiftsbezirk Ilfeld (bisher direkt dem Konsistorium in Hannover unterstellt) erweitert.
1875 wurden Superintendentur und Inspektorat vereinigt und ein Königlich Preußisches und Gräflich (ab 1893 Fürstlich) Stolbergisches Konsistorium in Neustadt errichtet, das 1903 nach Ilfeld verlegt wurde. 1908 wurde Ilfeld ständiger Sitz des Superintendenten. Erstes geistliches Mitglied des Konsistoriums war stets der Superintendent, der die Amtsbezeichnung Konsistorialrat führte. Ein geistlicher und ein juristischer Beisitzer (Konsistorialassessoren) wurden durch den Fürsten ernannt und vom Kirchensenat in Hannover bestätigt.
Auch bei der Neuordnung der hannoverschen Landeskirche 1936 blieb das Konsistorium in Ilfeld in dieser Form bestehen, obwohl der Landkreis Ilfeld 1932 von der Provinz Hannover an die Provinz Sachsen gekommen war. Durch Verordnung der Kirchenregierung über die kirchliche Verwaltung im Kirchenkreis Ilfeld (Grafschaft Hohnstein) vom 19. Dezember 1936 wurde lediglich die Ernennung des Superintendenten nach der Ordnung der Ev.-luth. Landeskirche Hannovers unter Mitwirkung des Besitzers des Waldguts Stolberg (d. h. des Fürsten) neu geregelt.
Nach Ende des Zweiten Weltkrieges lag der Konsistorialbezirk Ilfeld in der sowjetischen Besatzungszone und ab 1949 in der DDR. Die Beziehungen zur Kirchenleitung in Hannover wurden dadurch erheblich erschwert. Das Landeskirchenamt ermächtigte deshalb das Konsistorium in Ilfeld bereits durch Verfügung vom 27. August 1945 selbständig alle Kirchenverwaltungsgeschäfte vorzunehmen, die zur Aufrechterhaltung der laufenden Verwaltung notwendig sind. Der bisherige Patronatsherr Wolff-Heinrich Fürst zu Stolberg-Stolberg beauftragte das Landeskirchenamt mit Urkunde vom 18. Februar 1952, mit der Wahrnehmung der ihm zustehenden Rechte, ohne dass das Patronat grundsätzlich aufgehoben wurde.
Nach dem Mauerbau verschärfte sich die Lage zusätzlich. Der Kirchensenat erließ eine Notverordnung, durch die die ebenfalls in der DDR gelegenen Kirchengemeinden der hannoverschen Landeskirche Elbingerode, Kaarßen, Neuhaus (Elbe), Stapel, Tripkau und Wehningen sowie die Kapellengemeinden Stiepelse und Nettgau-Wendischbrome dem Aufsichtsbezirk und Kirchenkreisverband Ilfeld angeschlossen wurden.
Infolge der Bildung des „Bundes der Evangelischen Kirchen in der DDR“ ging die Verwaltung über den Konsistorialbezirk mit den ihm angehörenden und angegliederten in der DDR gelegenen Gemeinden nach vorhergehenden Verhandlungen mit der Kirchenleitung in Dresden mit dem 1. April 1969 gemeinsam mit dem östlichen Teil der braunschweigischen Propstei Blankenburg auf die sächsische Landeskirche über. Er behielt seine Selbständigkeit im bisherigen Umfang. Alle überkommenen innerkirchlichen Zuständigkeiten und Aufgaben wurden weiterhin durch das Konsistorium in Ilfeld wahrgenommen. In der Evangelisch-lutherischen Landessynode Sachsens wurde der Kirchenbezirk mit dem Kirchenbezirk Blankenburg durch einen gemeinsamen Synodalen vertreten, der nach vorheriger Fühlungnahme mit dem Konsistorium Ilfeld und dem Propst der Propstei Blankenburg durch die Landeskirche berufen wurde.
Mit dem 1. Januar 1974 wurde Ilfeld ganz an die Evangelisch-lutherische Landeskirche Sachsens angeschlossen. Mit dem Übergang an die lutherische sächsische Landeskirche bildete Ilfeld erneut eine Enklave innerhalb der unierten Kirchenprovinz Sachsen. Die im Konsistorialbezirk Ilfeld eingeführten Agenden und das Gesangbuch blieben bis auf weiteres in Gebrauch.
Mit Wirkung vom 1. Januar 1982 wurde der Bezirk in die Evangelische Kirche der Kirchenprovinz Sachsen eingegliedert. Nicht betroffen waren die 1962 angegliederten Gebiete des Amts Neuhaus, die an die mecklenburgische Landeskirche fielen. Während die Propstei Blankenburg nach der Wende wieder in die braunschweigische Landeskirche eingegliedert wurde und die Gemeinden des Amts Neuhaus in die hannoversche Landeskirche zurückkehrten, verblieb der frühere Konsistorialbezirk Ilfeld gegen den Willen der betroffenen Gemeinden beim Kirchenkreis Nordhausen der Evangelischen Kirche der Kirchenprovinz Sachsen, die 2009 mit der Evangelisch-Lutherischen Kirche in Thüringen zur Evangelischen Kirche in Mitteldeutschland zusammengeschlossen wurde.

## Kirchengemeinden
Dem Konsistorialbezirk Ilfeld gehörten zuletzt folgende Kirchengemeinden an:
| - Ilfeld - Rothesütte - Appenrode - Bösenrode - Krimderode - Rüdigsdorf - Leimbach - Petersdorf - Neustadt/Harz - Harzungen | - Niedersachswerfen - Osterode - Wiegersdorf - Steigerthal - Buchholz - Sülzhayn - Werna - Urbach - Elbingerode (Harz) mit den Kapellengemeinden Königshütte und Elend. |